# راجر آلرس
راجر آلرس (انگلیسی: Roger Allers؛ زادهٔ ۲۹ ژوئن ۱۹۴۹) کارگردان فیلم، نویسنده، پویانما، فیلم‌نامه‌نویس و نمایشنامه‌نویس اهل ایالات متحده آمریکا است. وی از سال ۱۹۷۴ میلادی تاکنون مشغول فعالیت بوده‌است. او زادهٔ رای، نیویورک اما در اسکاتس‌دیل، آریزونا رشد و نمو یافته‌است.
از فیلم‌هایی که وی در آن‌ها نقش داشته‌است، می‌توان به دیو و دلبر، علاءالدین، شیرشاه، شیرشاه یک و نیم، دخترک کبریت‌فروش، فصل شکار و پیامبر اشاره نمود.